# فرودگاه ولورهمپتون
فرودگاه ولورهمپتون (به انگلیسی: Wolverhampton Airport) یک فرودگاه همگانی است که یک باند فرود آسفالت دارد و طول باند آن ۶۰۴ متر است. این فرودگاه در شهر ولورهمپتون کشور انگلستان قرار دارد و در ارتفاع ۸۶ متری از سطح دریا واقع شده است.